# Kunst im öffentlichen Raum in Kierspe
Kunst im öffentlichen Raum in Kierspe umfasst öffentlich zugängliche Plastiken, Skulpturen, Brunnen, Wandmalereien, Mosaike und Graffiti im Gebiet der sauerländischen Stadt Kierspe. Die nachstehende Liste von Kunstwerken im öffentlichen Raum ist nicht vollständig. Sie wird kontinuierlich ergänzt.

## Liste
| Bild           | Titel/Bezeichnung   | Standort                                              | Künstler               | Entstehung | Anmerkungen |
| -------------- | ------------------- | ----------------------------------------------------- | ---------------------- | ---------- | --- |
| weitere Bilder | Raukbrunnen         | Nahe der Margarethenkirche Lage                       | Waldemar Wien          |            | Der Brunnen stellt die „Kiersper Räuke“ (Kiersper Raben) dar. Der Rabe ist Wappentier im heutigen Stadtwappen. |
|                | Spatenbrunnen       | Vor dem Rathaus Lage                                  | Waldemar Wien          |            | Das Denkmal erinnert an die Produktion von Afrika-Spaten in Kierspe. Die ersten Spaten und andere Werkzeuge wurden 1815 im Schleiper Hammer geschmiedet. Damit wurde der Grundstein für den späteren Export in die deutsch-afrikanischen Kolonien gelegt. |
| weitere Bilder | Kriegerehrenmal     | Kirchplatz Lage                                       |                        |            | Das Denkmal ist nach seiner Inschrift Gefallenen des Ersten und des Zweiten Weltkriegs geweiht. |
|                | Ehrenmal            | Rönsahl Vor dem Isern                                 |                        |            | |
|                | Der Streichholz     | Schleiper Weg Lage                                    | Gisela Gelzhäuser      |            | Künstlerisch gestalteter Scheuerpfahl, der im Zuge des Projekts „Scheuerpfähle fürs Volmetal“ geschaffen wurde. Die in direkter Nachbarschaft zum Schleiper Hammer nahe der Schleipe stehende Skulptur soll darauf hinweisen, dass es aufgrund der Auswirkungen des Klimawandels bereits 5 vor 12 ist. |
|                | Hülle               | Rönsahl Meienbornstraße/Spielplatz Lage               | Roland Glatz-Wieczorek |            | Künstlerisch gestalteter Scheuerpfahl, der im Zuge des Projekts „Scheuerpfähle fürs Volmetal“ geschaffen wurde. Die neben dem Spielplatz stehende Skulptur soll dazu anregen, sich mit dem Thema des Verborgenen, des inneren Kerns und dem Prozess der Veränderung zu beschäftigen. |
|                | Schritt             | Rönsahl Strandbadweg Lage                             | Rolf Hartung           |            | Künstlerisch gestalteter Scheuerpfahl, der im Zuge des Projekts „Scheuerpfähle fürs Volmetal“ geschaffen wurde. Auf dem Scheuerpfahl neben dem Strandbad befindet sich eine gekrümmte, einem Torso ähnliche Betonfigur mit Oberschenkeln, die einen Schritt andeutet. Der Schritt soll geistige und materielle Veränderung und natürliche Bewegung symbolisieren und zeigen, das es unter anderem aufgrund von Corona, Klimakatastrophe oder dem Hunger der Welt, eines großen Schrittes in die richtige Richtung bedarf. |
|                | Besen und Reibung   | Wienhagen Lage                                        | Maren Köster           |            | Künstlerisch gestalteter Scheuerpfahl, der im Zuge des Projekts „Scheuerpfähle fürs Volmetal“ geschaffen wurde. Der Scheuerpfahl steht in unmittelbarer Nähe zum Wienhagener Aussichtsturm und an ihm befinden sich unterschiedlich harte Besenköpfe. Sie sind vertikal in vier Reihen mit je sechs Besenköpfen um den Pfahl herum angebracht. Die unterschiedlichen Härtegrade sollen der Kuh oder dem Großvieh für unterschiedliche Körperteile zur Massage dienen. Beispielsweise eignen sich weiche Naturbürsten für Kopf und Maul und die Synthetikbürsten für das Hinterteil. Auf dem Scheuerpfahl sieht man die Silhouette einer Kuh. |
|                | Wurzeln und Erosion | Volmestraße Lage                                      | Dana van Rijssen       |            | Künstlerisch gestalteter Scheuerpfahl, der im Zuge des Projekts „Scheuerpfähle fürs Volmetal“ geschaffen wurde. Wurzeln bedeuten Heimat und Sicherheit. Der Scheuerpfahl am öffentlich zugänglichen „VolmeFreizeitPark“ soll dies und die Verbundenheit mit einem Ort zeigen. |
|                |                     | Wanderweg vom Parkplatz Dürener Haus in den Wienhagen | Silvia Baukloh         | 2022       | Künstlerisch gestalteter Scheuerpfahl, der im Zuge des Projekts „Scheuerpfähle fürs Volmetal“ geschaffen wurde. Der rund vier Meter hohe Scheuerpfahl mit seinen drei in unterschiedlicher Höhe angebrachten breiten Ringen aus Aluminiumband, das als wirkungsvolles Mittel gegen den Borkenkäfer gilt, befindet sich am Wanderweg vom Parkplatz Dürenerhaus in den Wienhagen. Er soll an die Borkenkäferplage und die vor allem durch ihn verursachten enormen Schäden in den heimischen Nadelwäldern erinnern. Die Borkenkenkäfer-Attrappen wurden durch die Hobbykünstlerin Silvia Baukloh angefertigt.                                  |